# ルドandクルシ
『ルドandクルシ』（西: Rudo y Cursi）は、2008年のメキシコ映画（日本では2010年公開）。メキシコ映画界を代表する監督たちが集まって設立した映画会社であるチャ・チャ・チャ・フィルムズ（Cha Cha Cha Films）の初製作作品である。

## ストーリー
バナナ園で働いているベトとタトの兄弟は、あるきっかけによりそれぞれプロサッカークラブに入団し、やがてそれぞれの人生を賭けてPKで対決することになる。

## キャスト
- ガエル・ガルシア・ベルナル：タト・ベルドゥスコ“クルシ”
- ディエゴ・ルナ：ベト・ベルドゥスコ
- ギレルモ・フランチェラ：ダリオ・ヴィダーリ“パトゥータ”
- ドロレス・エレディア：エルヴィラ
- アドリアーナ・パス：トーニャ